# Station Arc de Triomf
Arc de Triomf is een ondergronds spoorwegstation in Eixample, Barcelona, genoemd naar de nabijgelegen triomfboog. Het wordt voornamelijk aangedaan door Rodalies Barcelona stoptreinen maar ook door een regionale Renfe-lijn. Het werd in 1931 ondergronds gebouwd als deel van het Estació del Nord welke het uiteindelijk verving. Estació del Nord is tegenwoordig een busstation. Passagiers kunnen hier overstappen op de metro en in het gelijknamige metrostation lijn 1 van de metro pakken.
Het station ligt onder Avinguda de Vilanova tussen Passeig de Lluís Companys en Carrer de Nàpols. Vanaf 2008 werd het station verbouwd. De nieuwe ingang van het station heeft een oppervlakte van tussen de 2200 en 3000 m² (de eerdere oppervlakte was nauwelijks 160 tot 300 m²).

## Metro van Barcelona
- Arc de Triomf (metrostation), geopend in 1932